# فلو موريسي
فلو موريسي (بالإنجليزية: Flo Morrissey)‏ هي مغنية وكاتبة غنائية بريطانية، ولدت في 25 ديسمبر 1994 في لندن في المملكة المتحدة.

## وصلات خارجية
- فلو موريسي على موقع ميوزك برينز (الإنجليزية)
- فلو موريسي على موقع أول ميوزيك (الإنجليزية)
- فلو موريسي على موقع ديسكوغز (الإنجليزية)